# The Twilight Zone (2002)
The Twilight Zone (bra: Além da Imaginação; prt: A Quinta Dimensão) é uma série de televisão americana baseada na série homônima criada por Rod Serling nos anos 60. Com início em 2002, foi transmitida em uma temporada, pela UPN, e o ator Forest Whitaker assumiu o papel de narrador que outrora era ocupado por Rod Serling.

## Histórico
Transmitida em uma sessão de uma hora, apresentava dois episódios de meia hora, e foi cancelado depois de uma temporada. A refilmagem não obteve a mesma receptividade do público que as anteriores. A música tema de abertura foi realizada por Jonathan Davis (do grupo de rock Korn).
A série manteve a sua linha de abordagem das questões contemporâneas polêmicas, atualmente representadas pelo terrorismo, racismo, gênero e sexualidade. Notáveis episódios podem ser destacados, tais como Jason Alexander na personificação da Morte, Lou Diamond Phillips como um tratador de piscina baleado repetidas vezes em seus sonhos, Susanna Thompson como uma mulher cujo desejo declarado resulta em um "upgrade" de sua família, Usher Raymond como um policial incomodado por telefonemas do além-túmulo, e Katherine Heigl atuando como babá para uma criança que poderia ser Adolf Hitler.
A série inclui também os remakes e atualizações de histórias apresentadas na série original de 1959, incluindo o famoso "The Eye of the Beholder". Uma das atualizações foi "The Monsters Are On Maple Street", uma versão modernizada do clássico episódio semelhante chamado "The Monsters Are Due on Maple Street". O episódio original era sobre a paranoia em torno de um apagão em toda a vizinhança. No decorrer do episódio, alguém sugere uma invasão alienígena, sendo a causa dos blecautes, e que um dos vizinhos pode ser um extraterrestre. A histeria antialienígena é uma alegoria para a paranoia anticomunista da época, e o remake de 2003, estrelado por Andrew McCarthy, substitui o alien por terroristas estrangeiros.
A série também contém um episódio que representa uma continuação dos eventos de "It's a Good Life", um episódio da série original. Bill Mumy voltou a personificar a versão adulta de Anthony, a criança com poderes mentais que havia interpretado na história original, com a filha de Mumy, Liliana Mumy, como filha de Anthony, mais benevolente, mas ainda uma criança muito poderosa. Cloris Leachman também voltou como a mãe de Anthony. Mumy passou a ser roteirista de outros episódios no renascimento da série.
Outros atores incluem Jessica Simpson, Wayne Knight, Christopher Titus, Eriq La Salle, Jason Bateman, James Remar, Method Man, Linda Cardellini, Jaime Pressly, Jeremy Sisto, Molly Sims, Tangi Miller, Portia de Rossi, Christopher McDonald, Wallace Langham, Jeremy Piven, Samantha Mathis, Ethan Embry, Shannon Elizabeth, Jonathan Jackson, Amber Tamblyn, Penn Badgley, Dylan Walsh, Robin Tunney, Michael Shanks, Gordon Michael Woolvett, Keith Hamilton Cobb, Xander Berkeley, Lukas Haas, Emily Perkins, e Elizabeth Berkley.

## Introdução
| “ | "Você está entrando em outra dimensão. Uma dimensão não só da visão e do som, mas da mente. Uma jornada para uma região assombrosa onde os limites existem apenas em sua mente. Você está indo Além da Imaginação". | ” |

## Merchandise
Bif Bang Pow lançou figuras de ação da série, em agosto de 2010.